# Беатріс Тінслі
Беатріс Мюріел Гілл Тінслі (англ. Beatrice Muriel Hill Tinsley, 27 січня 1941 — 23 березня 1981) — новозеландський астроном і космолог. Її дослідження внесли фундаментальний внесок у розуміння того, як галактики змінюються з часом.

## Життя
Ім'я при народженні — Беатріс Мюріел Гілл (Beatrice Muriel Hill ). Народилася в Честері (Англія) в 1941 р., була середньою з трьох сестер. Разом з сім'єю переїхала в Нову Зеландію після Другої Світової війни. Сім'я спочатку жила в Крайстчерчі, потім надовго переїхала в Нью-Плімут. Батько Беатрис був священником і учасником руху Морального переозброєння, пізніше став мером. Під час навчання в Крайстчерчі Беатріс одружилася з університетським однокурсником, фізиком Браяном Тінслі. Вона не знала, що шлюб буде заважати їй: вона не зможе працювати в університеті, поки там працює чоловік. У 1963 р. вони переїхали в США, в м. Остін в Техасі, але там вона зіткнулася з аналогічними обмеженнями. У 1974 р., після багаторічних пошуків компромісу між будинком, сім'єю і двома несумісними кар'єрами, вона пішла від чоловіка і двох прийомних дітей, щоб стати помічником професора (assistant professor ) в Єлі. Вона працювала там до самої смерті. Померла від раку в 1981 р. в лікарні Єля. Її прах спочиває на університетському кладовищі.

## Вибрані публікації
- «An accelerating universe» [Архівовано 16 листопада 2018 у Wayback Machine.] 1975, Nature 257, 454—457 (9 October 1975); doi:10.1038/257454a0
- Correlation of the Dark Mass in Galaxies with Hubble type [Архівовано 26 березня 2019 у Wayback Machine.], 1981, Royal Astronomical Society, Monthly Notices, vol. 194, p. 63-75
- Relations between Nucleosynthesis Rates and the Metal Abundance [Архівовано 19 грудня 2017 у Wayback Machine.], 1980, Astronomy and Astrophysics, vol. 89, no. 1-2, p. 246—248
- Stellar Lifetimes and Abundance Ratios in Chemical Evolution [Архівовано 26 березня 2019 у Wayback Machine.], 1979, Astrophysical Journal, Part 1, vol. 229, p. 1046—1056
- Colors as Indicators of the Presence of Spiral and Elliptical Components in N Galaxies [Архівовано 26 березня 2019 у Wayback Machine.], 1977, Publications of the Astronomical Society of the Pacific, vol. 89, p. 245—250
- Surface Brightness Parameters as Tests of Galactic Evolution [Архівовано 26 березня 2019 у Wayback Machine.], 1976, Astrophysical Journal, vol. 209, p. L7-L9
- The Color-Redshift Relation for Giant Elliptical Galaxies [Архівовано 19 грудня 2017 у Wayback Machine.], 1971, Astrophysics and Space Science, Vol. 12, p. 394